# أنخيل ديل بوسو
أنخيل ديل بوسو (بالإسبانية: Ángel del Pozo)‏ هو مخرج وممثل إسباني، ولد في 14 يوليو 1934 في إسبانيا.

## أعمال

### أفلام
- (1972) جزيرة الكنز
- (1972) قطار الرعب

## وصلات خارجية
- أنخيل ديل بوسو على موقع IMDb (الإنجليزية)
- أنخيل ديل بوسو على موقع ألو سيني (الفرنسية)
- أنخيل ديل بوسو على موقع أول موفي (الإنجليزية)
- أنخيل ديل بوسو على موقع قاعدة بيانات الأفلام السويدية (السويدية)
- أنخيل ديل بوسو على موقع قاعدة بيانات الفيلم (الإنجليزية)
- أنخيل ديل بوسو على موقع كينوبويسك (الروسية)